# Kabinet-Henny Eman III
Het kabinet Henny Eman III was het Arubaans kabinet van 17 juni 1998 tot 30 oktober 2001. Het kabinet was de tweede coalitie van de politieke partijen Arubaanse Volkspartij (AVP) en Organisacion Liberal Arubano (OLA) onder voorzitterschap van Henny Eman als minister-president. Het derde kabinet Henny Eman maakte de regeerperiode ook niet vol: de verkiezingen werden opnieuw vervroegd gehouden, eind september 2001. 

## Formatie
De uitslag van de vervroegde verkiezingen van 16 december 1997 was identiek aan die van de vorige verkiezingen: tien zetels voor de christendemocraten AVP, negen voor de Electorale Volksbeweging (MEP) en twee voor de liberale OLA. Formateur Henny Eman werd voor de zware taak gesteld een meerderheidskabinet te vormen.  Enerzijds ontbrak een winnaar met een absolute meerderheid in het parlement en anderzijds hadden de AVP en de MEP eerder verklaringen gedaan over partijen waarmee zij niet zouden samenwerken. De AVP probeerde desondanks te komen tot een “brede basisregering” met de MEP. Na 6 maanden moeizame gesprekken te hebben gevoerd, gaf de AVP het op en begon weer te onderhandelen met de oude coalitiepartner OLA. Na het bereikte akkoord leidde de kabinetsinstallatie alsnog tot complicaties toen Gouverneur Koolman weigerde Glenbert Croes te benoemen. Het antecedentenonderzoek wees uit dat justitie een dossier over de OLA-voorman in de archieven had. De coalitiepartijen kwamen overeen dat Junior Croes, de jongere broer van Glenbert Croes, hem zou vervangen. Na het vertrek van Junior Croes werd OLA-statenlid Willem Vrolijk van 7 januari tot 15 juni 2000 vervangende minister.

## Samenstelling
| Ministerie                              | Minister           | Partij | Opmerkingen                       |
| --------------------------------------- | ------------------ | ------ | --------------------------------- |
| Minister-President en Algemene Zaken    | Henny Eman         | AVP    |                                   |
| Financiën                               | Tico Croes         | AVP    |                                   |
| Onderwijs en Arbeid                     | Mary Wever-Laclé   | AVP    |                                   |
| Justitie en Publieke Werken             | Eddy Croes         | AVP    | vanaf februari 2001               |
| Justitie en Publieke Werken             | Watty Vos          | AVP    | overleed op 6 januari 2001        |
| Volksgezondheid, Sociale Zaken, Cultuur | Ike Posner         | AVP    |                                   |
| Vervoer, Communicatie en Sport          | Glenbert Croes     | OLA    | vanaf 15 juni 2000                |
| Vervoer, Communicatie en Sport          | Willem Vrolijk     | OLA    | tot 15 juni 2000                  |
| Vervoer, Communicatie en Sport          | Junior Croes       | OLA    | tot december 1999                 |
| Economische Zaken en Toerisme           | Lily Beke-Martinez | OLA    | tevens vice-premier tot juli 2000 |

Mito Croes is de gevolmachtigde minister. De gevolmachtigde minister is lid van de rijksministerraad maar geen lid van het Arubaanse kabinet.

### Personele wijzigingen
Na een politieke loopbaan die drie decennia bestreek overleed Watty Vos in functie op 63-jarige leeftijd. Hij kreeg een begrafenis met officiële eerbetoon en er werd een nationale dag van rouw afgekondigd. Na ontslag als statenvoorzitter en statenlid volgde Eddy Croes hem op. Eddy Croes was eerder minister van welzijnszaken in het kabinet Henny Eman II. Op 16 juni 2000 werd Glenbert Croes weer als minister beëdigd nadat hij eerder was vrijgesproken van valsheid in geschrifte. Willem Vrolijk trad gelijktijdig af.
Henny Eman I ·
Oduber I ·
Oduber II ·
Henny Eman II ·
Henny Eman III ·
Oduber III ·
Oduber IV ·
Mike Eman I · 
Mike Eman II · 
Wever-Croes I · 
Wever-Croes II